# 杨刚 (1953年)
杨刚（1953年1月—），河北省藁城县人。中华人民共和国政府官员，曾任中共新疆维吾尔自治区党委副书记，新疆维吾尔自治区常务副主席，国家质量监督检验检疫总局党组副书记、副局长，全国政协经济委员会副主任。

## 生平
1969年2月至1974年12月，杨刚为新疆生产建设兵团农八师150团农工。1974年12月至1978年9月，任新疆铁工局三团测量员、团委副书记、局保卫干事。其间，1976年4月加入中国共产党。1978年9月至1982年8月，在新疆大学政治系政治理论专业学习。
1982年8月至1984年4月，杨刚任中共新疆生产建设兵团党委组织部干事。1984年4月至1985年7月，任共青团新疆生产建设兵团委员会办公室主任。1985年7月至1991年3月，任共青团新疆生产建设兵团委员会副书记。其间，1986年9月至1989年7月，在中共中央党校研究生班政治理论专业学习，获在职研究生学历。
1991年3月至1991年12月，杨刚任新疆生产建设兵团农八师副师长。1991年12月至1993年10月，任共青团新疆维吾尔自治区委员会副书记、党组书记。1993年10月至1994年6月，任中共吐鲁番地委副书记（正厅级）。1994年6月至1997年7月，任中共吐鲁番地委书记。其间，1996年9月至1997年7月，在中共中央党校一年制中青年干部培训班学习。
1997年7月至1999年11月，杨刚任中共新疆维吾尔自治区党委组织部副部长，新疆维吾尔自治区人事厅党组书记、副厅长，新疆维吾尔自治区机构编制委员会办公室主任。
1999年11月至2000年12月，杨刚任中共乌鲁木齐市委书记。2000年12月至2001年3月，任中共新疆维吾尔自治区党委常委，乌鲁木齐市委书记。2001年3月至2004年12月，任中共新疆维吾尔自治区党委常委，乌鲁木齐市委书记，新疆生产建设兵团农十二师党委第一书记、第一政委。2004年12月至2006年10月，任中共新疆维吾尔自治区党委常委，乌昌党委书记，乌鲁木齐市委书记，新疆生产建设兵团农十二师党委第一书记、第一政委。2006年10月至2006年11月，任中共新疆维吾尔自治区党委副书记，乌昌党委书记，乌鲁木齐市委书记。2006年11月至2007年5月，任中共新疆维吾尔自治区党委副书记，中共新疆维吾尔自治区党委党校校长。2007年5月至2010年12月，任中共新疆维吾尔自治区党委副书记，新疆维吾尔自治区人民政府常务副主席，中共新疆维吾尔自治区党委党校校长。2010年12月23日，新疆维吾尔自治区第十一届人民代表大会常务委员会第二十三次会议作出决定，接受杨刚因工作变动而辞去新疆维吾尔自治区副主席职务的请求，报新疆维吾尔自治区第十一届人民代表大会第四次会议备案。
2010年12月至2013年3月，杨刚任国家质量监督检验检疫总局党组副书记、副局长。2013年3月至2013年7月，任国家质量监督检验检疫总局党组副书记、副局长，第十二届全国政协经济委员会副主任。2013年7月起，仅任第十二届全国政协经济委员会副主任。2013年12月，第十二届全国政协经济委员会副主任杨刚因涉嫌严重违纪违法，正在接受中共中央纪律检查委员会调查。2013年12月30日，据中共中央组织部有关负责人证实，“杨刚涉嫌严重违纪，中央已决定免去其全国政协经济委员会副主任职务，并撤销十二届全国政协委员资格，现正在按程序办理。”2014年7月11日被双开。2016年1月20日，北京市第三中级人民法院公开宣判，杨刚犯受贿罪，判处有期徒刑十二年（人民幣1379萬元），并处没收个人财产人民币一百万元。
杨刚是中共十六大、十七大代表，中共第十六、十七届候补中央委员，第十一届全国人大代表。